# Стенхёйс, Гюше
Гюше Стенхёйс (нидерл. Guusje Steenhuis; род. 27 октября 1992, Хогвлит, Южная Голландия) — нидерландская дзюдоистка, выступающая весовой категории до 78 кг. Призёр чемпионатов мира, бронзовый призёр Европейских игр 2015 года, трёхкратный призёр чемпионатов Европы 2016, 2017 и 2021 годов.

## Биография
Родилась 27 октября 1992 года в голландском Роттердаме. В 2011 году приняла участие в юниорском чемпионате мира. В мае 2014 года впервые поднялась на подиум турнира Большого шлема в Баку, заняв 3-е место. После этого она выиграла 5 турниров Большого шлема и ещё 4 раза поднималась на пьедестал.
На данный момент занимает 1-е место в мировом рейтинге в своей весовой категории.
В апреле 2021 года на чемпионате Европы по дзюдо, который проходил в Лиссабоне, в весовой категории до 78 кг, нидерландская спортсменка вышла в финал, в котором уступила спортсменке из Польши Беате Пацут и завоевала серебряную медаль турнира. 
На чемпионате мира 2021 года, который проходил в Венгрии в Будапеште, в июне, Гюше завоевала бронзовую медаль в весовой категории до 78 кг, победив в схватке за третье место свою соотечественницу Мархинде Веркерк.
В мае 2023 года, в столице Катаре, на чемпионате мира, нидерландская дзюдоистка в весовой категории до 70 кг стала обладателем бронзовой медали, в поединке за третье место победив китайскую спортсменку Ма Дженхао.